# Mordet på Dee Dee Blanchard
Mordet på Dee Dee Blanchard är ett mord som planerades av Gypsy Rose Blanchard, Clauddine "Dee Dee" Blanchards då 23-åriga dotter, och som sedan utfördes av hennes pojkvän Nicholas Godejohn. Mordet fick stor uppmärksamhet efter att det blev känt att modern lurat både sin dotter Gypsy och samhället att Gypsy var allvarligt sjuk, samt att hon utsatt sin dotter för farliga behandlingar och åtgärder för att Gypsy skulle verka sjuk. Mordet och bakgrunden har bland annat behandlats i dokumentärfilmen Mommy dead and dearest från 2017 och tv-serien The Act från 2019.
Under större delen av Gypsys liv hade Dee Dee, som tros ha lidit av odiagnosticerad Münchausen by proxy, påstått att dottern led av flera kroniska sjukdomar, bland annat leukemi, astma och muskeldystrofi. Dee Dee hävdade även att Gypsy hade samma mentala nivå som en sjuåring, på grund av en hjärnskada som hon hade fått vid födelsen, vilket inte stämmer.  Lögnerna om dotterns sjukdomstillstånd gjorde att mor och dotter fick stora summor i bidrag och genom donationer.
Mordet skedde i Dee Dees och Gypsys hem i den amerikanska staden Springfield, Missouri, den 12 juni 2015. Två dagar senare påträffade polisen i Green County Dee Dee knivhuggen till döds i sin säng. Då hade Gypsy hunnit fly tillsammans med sin pojkvän.  
Efter att ett inlägg som löd "The bitch is dead!" hade publicerats på Gypsys och Dee Dees gemensamma Facebooksida, hörde oroliga grannar i deras område av sig till polisen, och dagen efter, genom att spåra IP-adressen som inlägget skickats ifrån, hittades hon i pojkvännens hemstad Big Bend, Wisconsin, dit paret hade flytt efter att ha tillbringat första dygnet efter mordet på ett motell. I juli 2016 dömdes Gypsy Rose till tio års fängelse för dråp, ett straff som är avsevärt lägre än de gängse på livstid eller dödsstraff, detta på grund av att även Gypsy ansågs vara ett offer genom sin uppväxt. Pojkvännen Nicholas Godejohn, som också lider av psykiska problem, har erkänt mordet och i februari 2019 dömdes han till livstids fängelse för mord samt 25 års fängelse för vapenbrott.